# Nintendo GameCube Broadband Adapter

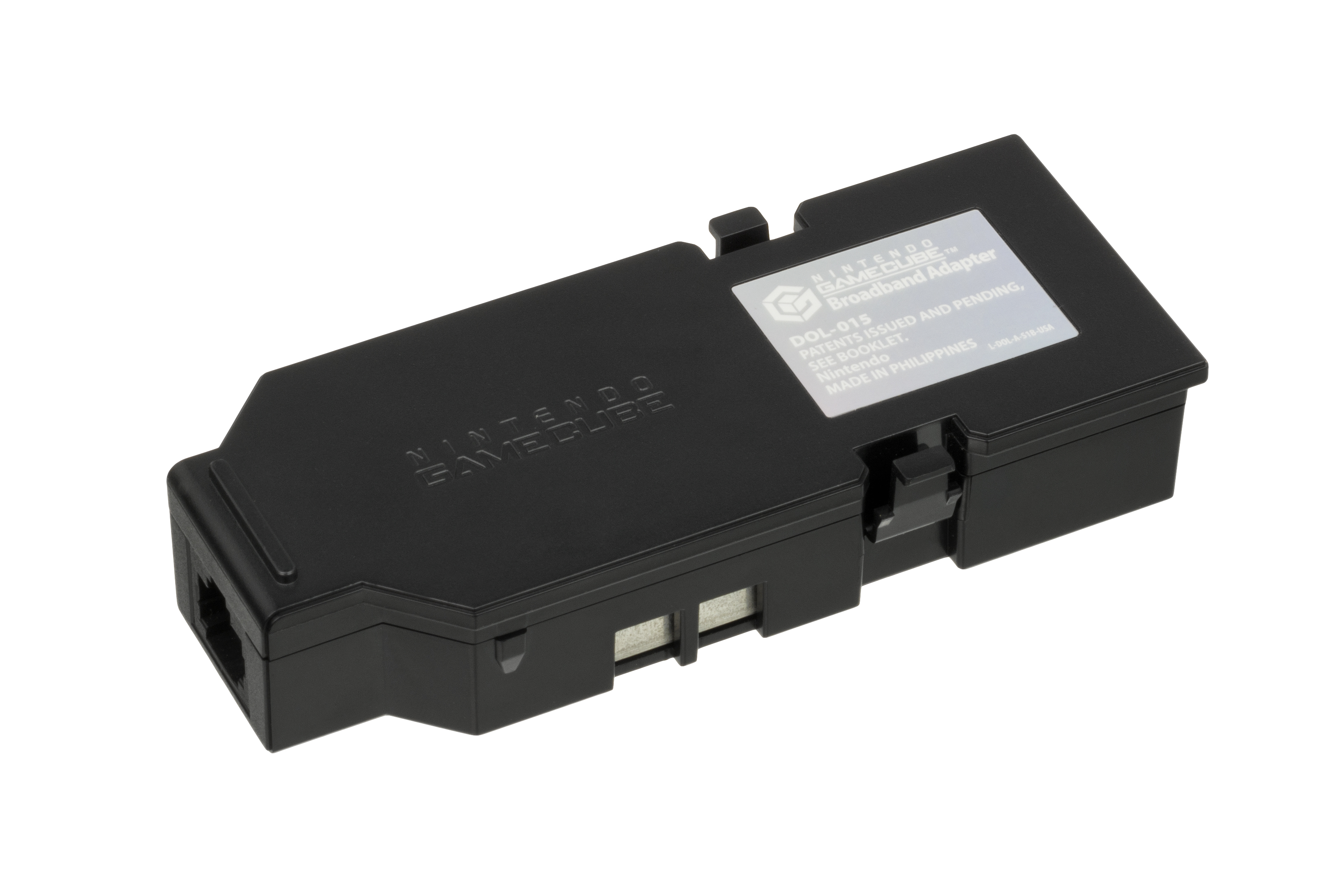
Bovenkant

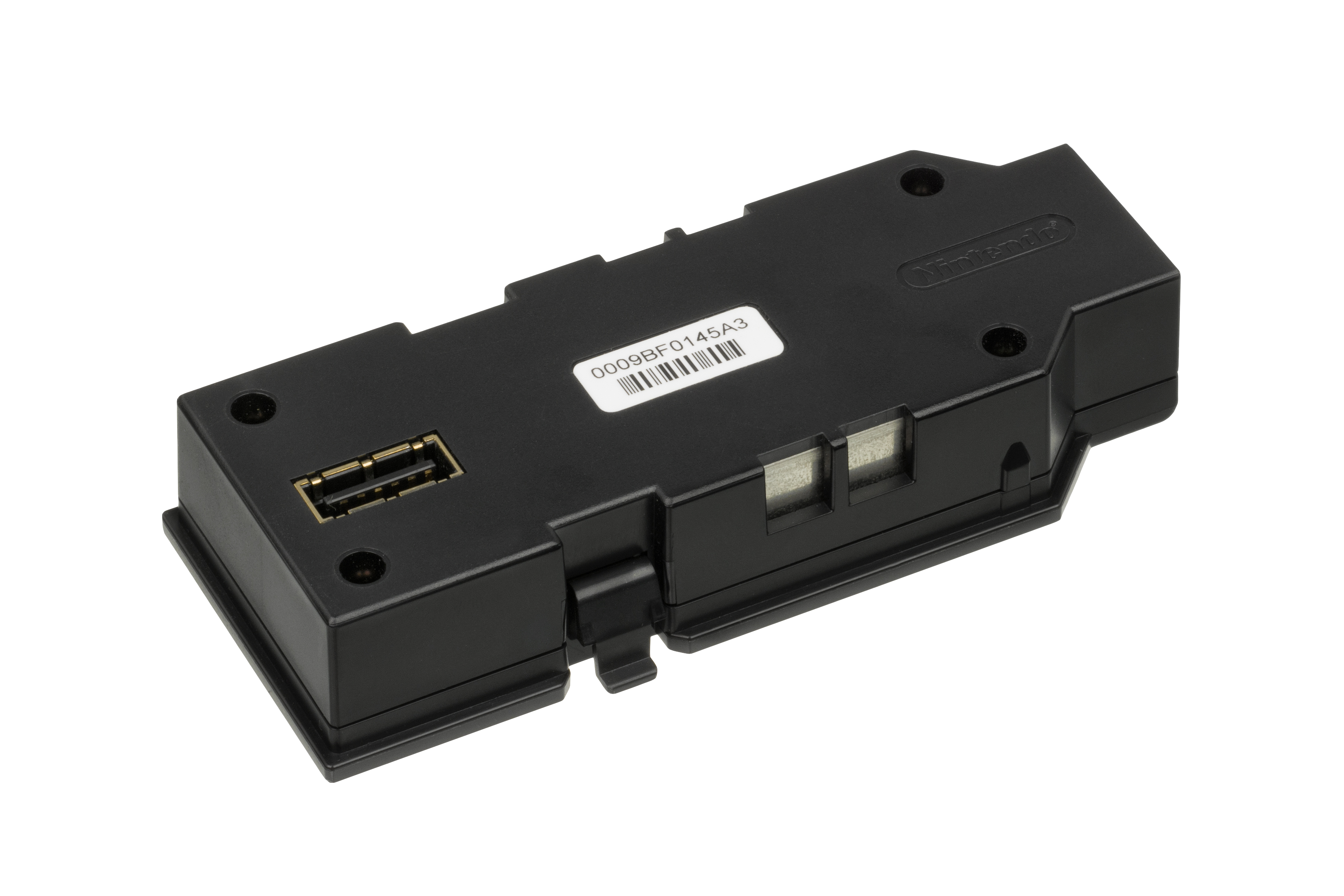
Onderkant

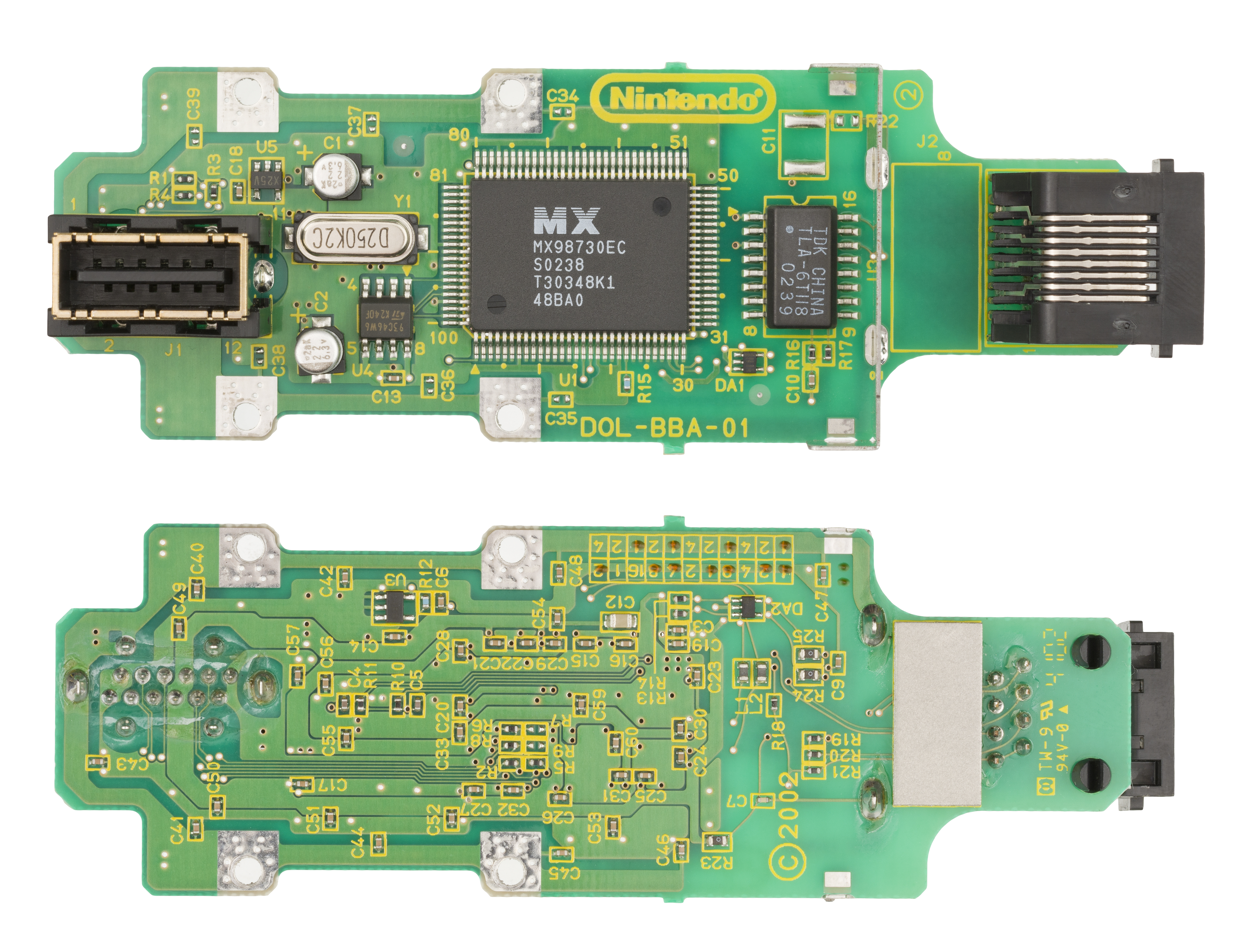
Moederbord

De Nintendo GameCube Broadband Adapter (ook wel bekend als GameCube BBA) is een breedbandmodem voor de Nintendo GameCube. Het werd geproduceerd door Conexant en gemaakt in de Filipijnen

## Online en in LAN spelen
De adapter wordt momenteel door vier games gebruikt om online te spelen. Drie van de vier spelen werden gemaakt daar Sega, Phantasy Star Online Episode I & II, Phantasy Star Online Episode I & II Plus en Phantasy Star Online Episode III C.A.R.D. Revolution. De vierde is Homeland en werd ontwikkeld door ChunSoft.
De breedband adapter laat ook toe om in LAN te spelen. Games zoals Mario Kart: Double Dash!!, Kirby Air Ride, 1080° Avalanche en Crash Tag Team Racing gebruiken deze functie. Warp Pipe en XLink Kai hebben software ontwikkeld waardoor je deze games ook via het internet kunt spelen.

## Tekorten
Een paar maanden na de release van de adapter begonnen er tekorten voor te komen. De adapter werd daardoor zeldzaam en werden er hoge bedragen ervoor betaald op eBay.